# Karen M. Offen
Karen M. Offen ou Karen Offen est une historienne contemporaine spécialiste de l'histoire des femmes en Europe et en particulier en France.

## Biographie
En 1971, elle soutient sa thèse de doctorat en histoire à l'université Stanford. Elle effectue sa carrière au sein du Clayman Institute for Gender Research. En 1995, elle reçoit une bourse Guggenheim. Elle est la cofondatrice de la Fédération internationale de la recherche en histoire des femmes. Elle fait partie du comité d'édition de la revue French Historical Studies entre 1988 et 1991. En 2004, elle obtient un doctorat honoris causa de l'université de l'Idaho.
Entre 2010 et 2015, elle est membre du conseil d'administration du Comité international des sciences historiques,.

## Publications
- Dir. Globalizing Feminisms, 1789–1945, Routledge, 2010, 472 p.
- European feminisms, 1700-1950. A political history, Stanford University Press, 2000, 560 p.
- Women in European culture and society, Vol.8 de History of European ideas, Pergamon, 1987.
- Victorian women: a documentary account of women's lives in nineteenth-century England, France, and the United States, edited by Erna Olafson Hellerstein, Leslie Parker Hume, Stanford University Press, 1981

#### Études
- Jean-Claude Caron, « Susan GROAG BELL and Karen M. OFFEN, Women, The Family and Freedom. The Debate in Documents », Revue d'histoire du XIXe siècle, no 1,‎ 1985 (ISSN 1777-5329, lire en ligne, consulté le 20 janvier 2019)
- Christine Bard, « Karen Offen, European Feminisms 1700-1950. A political history, Stanford University Press, 2000, 554 p. », Clio. Femmes, genre, histoire, no 17,‎ 10 juin 2003 (ISSN 1777-5299, lire en ligne, consulté le 20 janvier 2019)
- Myriam Boussahba-Bravard, « Karen Offen (dir.), Globalizing Feminisms 1789-1945 », Clio. Femmes, genre, histoire, no 39,‎ 15 août 2014 (ISSN 1777-5299, lire en ligne, consulté le 20 janvier 2019)